# Buzancy (Aisne)
Buzancy ist eine französische Gemeinde mit 183 Einwohnern (Stand: 1. Januar 2022) im Département Aisne in der Region Hauts-de-France (frühere Region: Picardie). Sie gehört zum Arrondissement Soissons und zum Kanton Villers-Cotterêts. Die Einwohner werden Buzancéen(ne)s genannt.

## Geographie
Die Gemeinde Buzancy liegt in einem „versteckten“ Seitental der Crise, zehn Kilometer südlich von Soissons. Nachbargemeinden von Buzancy sind Rozières-sur-Crise im Norden und Osten, Chacrise im Südosten, Hartennes-et-Taux im Süden, Villemontoire im Südwesten und Noyant-et-Aconin im Nordwesten.

## Geschichte
Die erstmals im 9. Jahrhundert als Buzenciacus genannte Gemeinde hat von ihrem herrschaftlichen Schloss noch einen Turm erhalten. Der spätere Schlossbau wurde durch Luftangriffe 1915 schwer beschädigt und nicht restauriert. Die Kirche war früher ein beliebter Wallfahrtsort gegen Halsleiden.

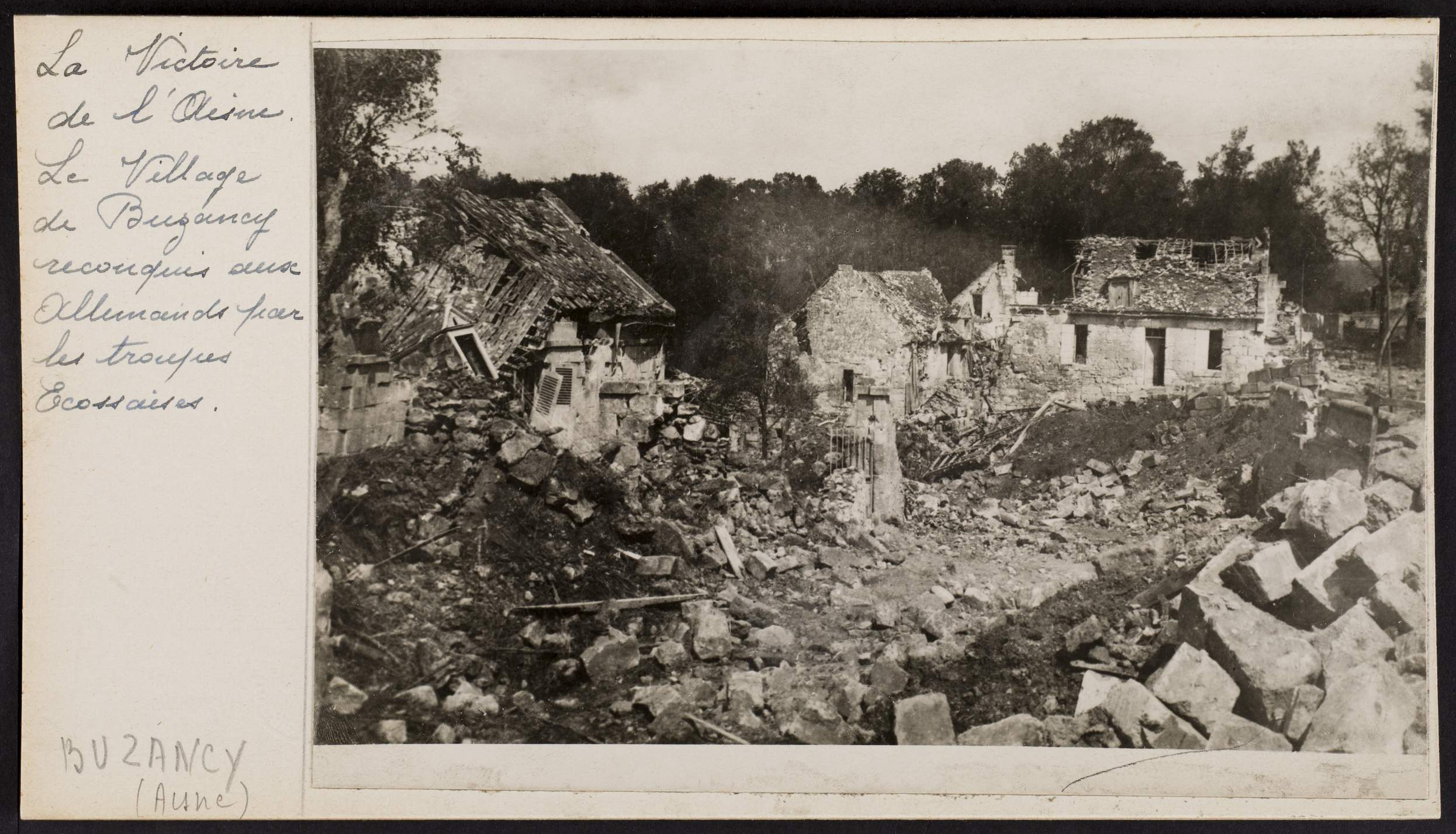
Zerstörungen im Ersten Weltkrieg

### Bevölkerungsentwicklung
| Jahr                       | 1962 | 1968 | 1975 | 1982 | 1990 | 1999 | 2006 | 2012 | 2021 |
| Einwohner                  | 156  | 131  | 121  | 183  | 188  | 169  | 178  | 186  | 192  |
| Quellen: Cassini und INSEE |      |      |      |      |      |      |      |      |      |

## Sehenswürdigkeiten
- Monument des Écossais. Das Denkmal für die gefallenen schottischen Soldaten des Ersten Weltkriegs wurde 1918 errichtet und 1922 als Monument historique klassifiziert (Base Mérimée PA00115570)
- Denkmal für die 1. US-Division

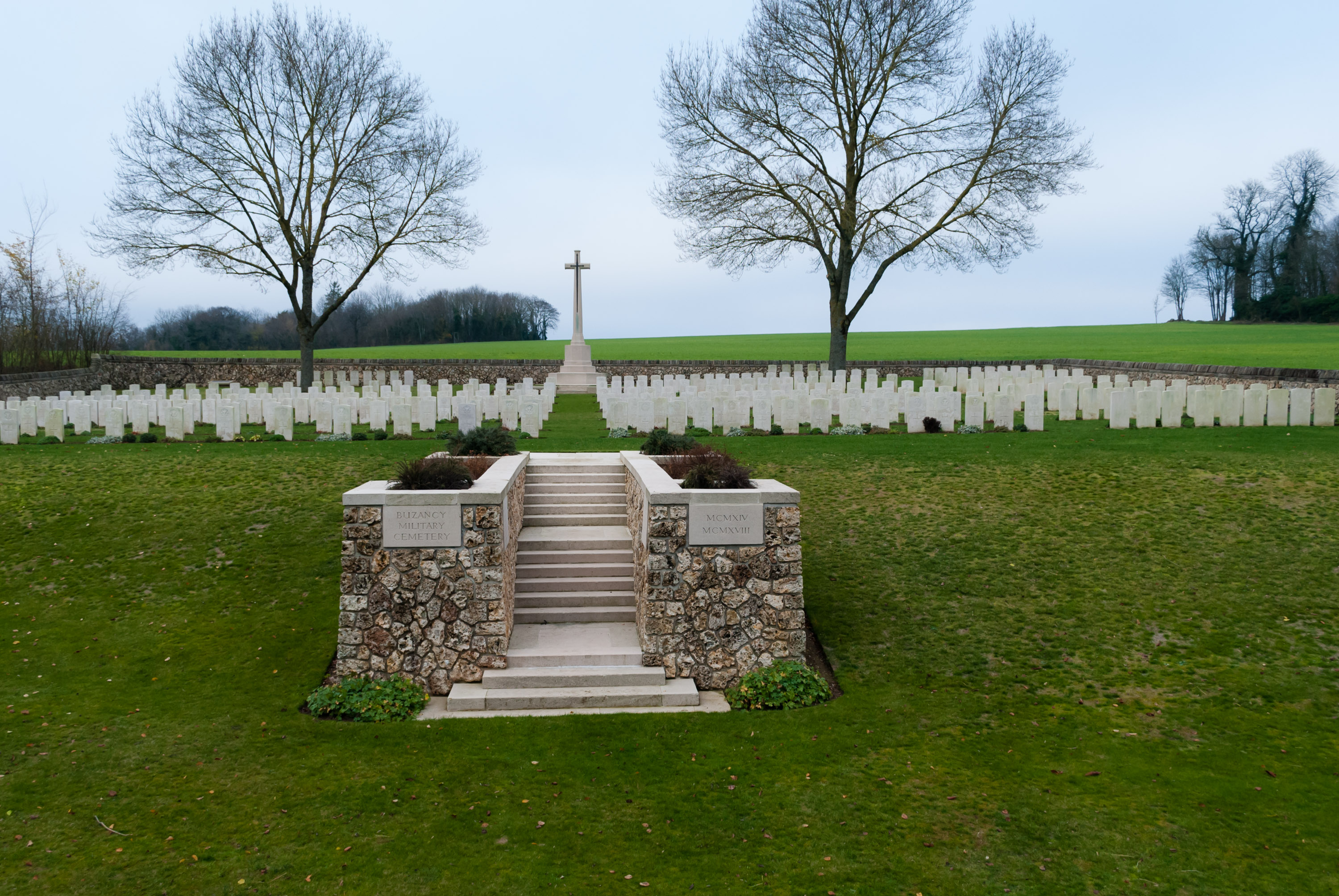
Monument des Écossais
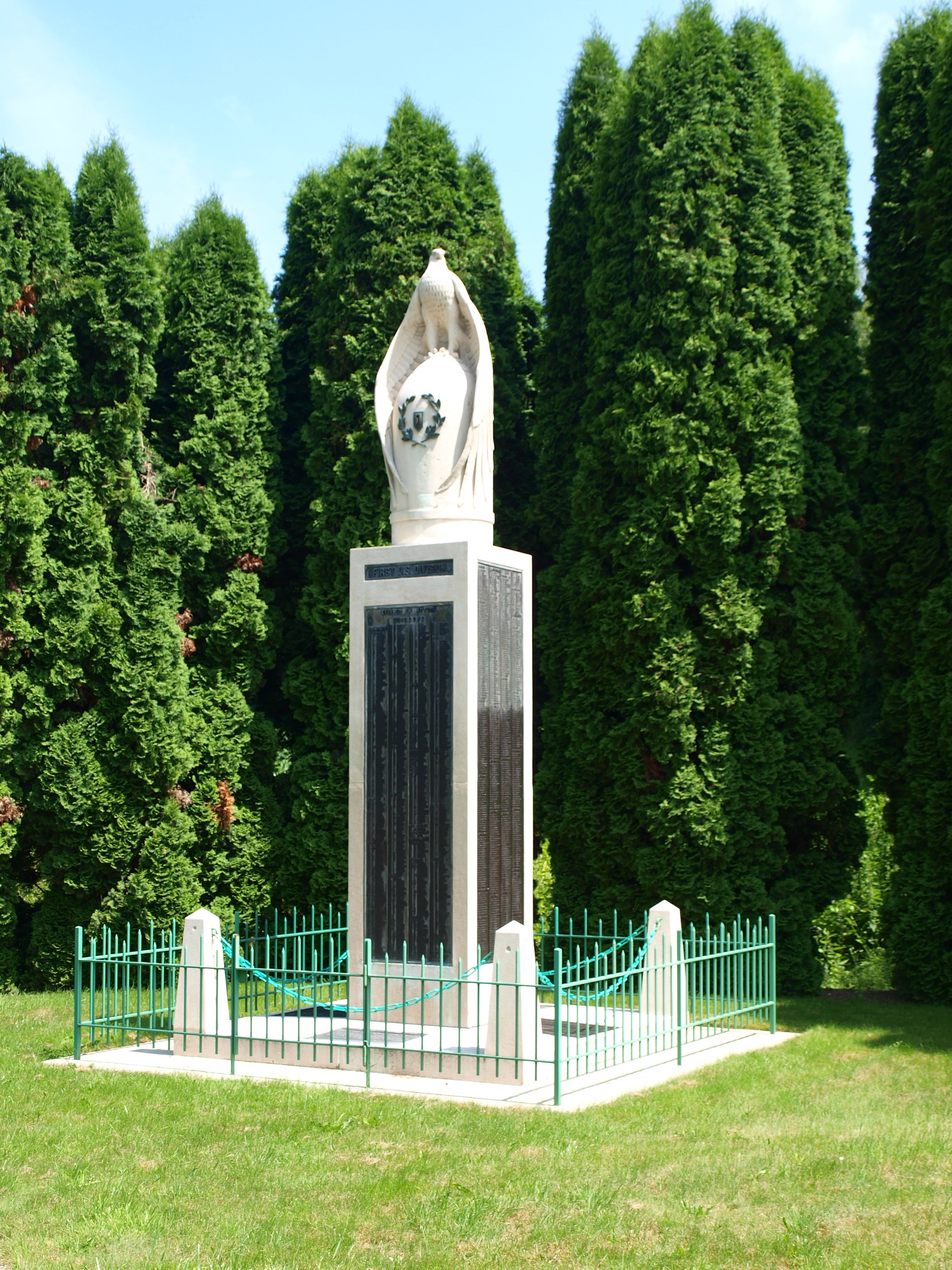
Denkmal für die 1. US-Division